# Sälsjöarna
Sälsjöarna är en sjö i Mora kommun i Dalarna och ingår i Dalälvens huvudavrinningsområde. Sjön har en area på 0,557 kvadratkilometer och ligger 394,9 meter över havet. Sjön avvattnas av vattendraget Jugån. Vid provfiske har abborre, elritsa och öring fångats i sjön.

## Delavrinningsområde
Sälsjöarna ingår i det delavrinningsområde (674293-142196) som SMHI kallar för Utloppet av Sälsjöarna. Medelhöjden är 440 meter över havet och ytan är 6,52 kvadratkilometer. Det finns inga avrinningsområden uppströms utan avrinningsområdet är högsta punkten. Jugån som avvattnar avrinningsområdet har biflödesordning 3, vilket innebär att vattnet flödar genom totalt 3 vattendrag innan det når havet efter 335 kilometer. Avrinningsområdet består mestadels av skog (80 procent). Avrinningsområdet har 0,56 kvadratkilometer vattenytor vilket ger det en sjöprocent på 8,5 procent.